# Ali Darmar
Ali Darmar (født 13. maj 1946 i Istanbul, Tyrkiet) er en tyrkisk komponist, pianist og lærer.
Darmar studerede klaver i sin barndom, og flyttede til Paris (1974), og påbegyndte studier i komposition på Ecole Normale de Musique de Paris hos bl.a. Nadia Boulanger og Jacques Casterede. Han har undervist i komposition og klaver på bl.a. Bilkent Universitet. Darmar har skrevet orkesterværker, koncertmusik, korværker, kammermusik, balletmusik, vokalmusik etc. Han er i sin kompositions stil inspireret af tyrkisk musik og fransk nyromantisk stil fra det 20. århundrede. Darmar underviser i dag som privatlærer i klaver i Istanbul.

## Udvalgte værker
- Metamorfose - for orkester
- Klaverkoncert - for klaver og orkester
- Gennem Stilheden - duo for violin og klaver
- Præludier - for klaver